# Bademovo mlijeko
Bademovo mlijeko je piće načinjeno od cijelih ili mljevenih badema, danas se često koristi kao nadomjestak za kravlje mlijeko, posebice kod osoba alergičnih na mlijeko.
Nasuprot životinjskom mlijeku, bademovo ne sadrži niti kolesterol niti laktozu. Kako ne sadrži nikakve tvari životinjskog porijekla pogodno je i za vegane te vegetarijance koji ne konzumiraju mliječne proizvode. Proizvodi se čisto i aromatizirano bademovo mlijeko, najčešće s aromom vanilije ili čokolade, a mogu biti obogaćene i vitaminima. Bademovo se mlijeko može proizvesti i kod kuće, mljevenjem preko noći u vodi namočenih badema u blenderu. Može se dodati malo vanilije za aromu te po želji i nekog zaslađivaća.
Bademovo mlijeko je boje unutrašnjosti bademove jezgre, kremaste je strukture i orašastog okusa. Može se pripremiti kod kuće, a industrijski proizvedeno može se naći u većim trgovinama i trgovinama zdravom hranom.

## Povijest
U srednjem je vijeku bilo poznato kako u islamskom tako i u kršćanskom svijetu. Imalo je i široku primjenu u srednjovjekovnoj kuhinji, jer se kravlje mlijeko, kako nije bilo hladnjaka nije moglo dugo čuvati, nego ga se moralo što prije preraditi ili potrošiti.
Konzumiralo ga se od Pirenejskog poluotoka pa sve do Istočne Azije. Viandier, zbirka kuharskih recepata iz 14. stoljeća, sadrži i recept za bademovo mlijeko, a napominje se da se može koristiti tijekom posta.

## Prehrambena vrijednost
Bademi su bogati vlaknima, vitaminom E, magnezijem, selenom, manganom, cinkom, kalijem, željezom, fosforom, triptofanom, bakrom i kalcijem. 
Nije pogodno za djecu s atopijskim dermatitisom, i djecu mlađu od 2 godine, prije svega zbog niske količine bjelančevina. "Institut za istraživanje hrane Ujedinjenog Kraljevstva ustanovio je da fino mljeveni bademi imaju probiotska svojstva, jer mogu unaprijediti zdravlje probavnog sustava povećanjem broja za zdravlje povoljno djelujućih bakterija".

## Pripravljanje
Postoji više načina za pripravljanje bademova mlijeka. Može se proizvesti industrijski, ali i kod kuće. Uobičajena domaća metoda je namakanje badema u vodi preko noći, te potom miksanje u blenderu. Češće se preporuča korištenje blanširanih badema, ali može se koristiti i badem s neuklonjenom kožicom. Dobiveno se mlijeko može i procijediti, a masa koju tako dobijemo može se koristiti kod priređivanja slatkih jela. Mlijeko se može dobiti i od bademova maslaca. Na kraju priređivanja mlijeku se mogu dodati i narazličitiji začini, poput primjerice vanilije, cimeta, vodice od narančinih cvjetova te zaslađivači poput meda, javorova odnosno rižina sirupa, ječmenog slada, ili smeđeg šećera.

## Drugi nadomjestci mlijeka
Isti se postupak može koristiti i za pripravljanje mlijeka od oraha, lješnjaka, kikirikija, sezama, suncokreta, indijskog oraha, sjemenki konoplje,pistacija, bučinih sjemenki, pinjola,te gomolja jestivog šilja ( eng.tigernut lat.Cyperus esculentus). Dobiveno mlijeko može se preraditi i u jogurt odnosno meki kremasti sir.